# Lorenza de' Medici di Ottajano
Lorenza de' Medici di Ottajano (Milano, 17 luglio 1926 – Milano, 23 giugno 2024) è stata una giornalista e scrittrice italiana fondatrice corsi di cucina di Badia a Coltibuono (Gaiole in Chianti) e "Ambasciatrice della cucina italiana nel mondo".

## Biografia
Lorenza de' Medici nacque a Milano il 17 luglio 1926, figlia maggiore di Fanny Kuster e di Paolo de' Medici di Ottajano, discendente del ramo cadetto della famiglia Medici che nel 1567, con Bernardetto de' Medici, si trasferì nel feudo di Ottajano (oggi Ottaviano) nei pressi di Napoli.
Nel 1944 incontrò il suo futuro marito, Piero Stucchi Prinetti, la cui famiglia era proprietaria della tenuta di Badia a Coltibuono in Chianti dal 1846. Si sposarono nel 1953 e insieme ebbero quattro figli, Emanuela, Paolo, Roberto e Guido.

### Gli esordi nel giornalismo
Lorenza de' Medici iniziò la sua carriera come redattrice per la rivista Novità, assorbita da Condé Nast Publication nel 1962 e denominata Vogue Italia dove lavorò per dieci anni. Successivamente iniziò a scrivere libri per bambini. Il primo di questi fu "Giochiamo alla Cucina" edito da Emme Edizioni, casa editrice specializzata in libri per l'infanzia.
Seguirono poi contratti con importanti editori quali Mondadori e Fratelli Fabbri per i quali produsse una corposa serie di ricette "I Jolly della Buona cucina" e "I Mille Menù" con la collaborazione di Luigi Veronelli.
Il lavoro con la Fratelli Fabbri editore fu un riflesso dei tempi, essendo rivolto a donne moderne per aiutarle a riservare meno tempo alla cucina, per dedicarlo ad altre attività personali. I consigli di Lorenza furono infatti indirizzati ad una cucina gustosa che valorizzasse gli ingredienti, ma non particolarmente impegnativa, se non per occasioni speciali.
Negli anni '80 collaborò con la rivista "Gardenia", curando le pagine dedicate alla cucina e alle ricette, che confluirono poi nel corposo volume dal titolo "La natura in tavola - 700 ricette con i sapori dell'orto e del frutteto" (Editoriale Giorgio Mondadori, Milano 1989, Collana "I Libri di Gardenia").

## La scuola di cucina
Quando, nel dopoguerra, vide per la prima volta Badia a Coltibuono Lorenza ne rimase folgorata: "ricordo ancora la forte impressione che ebbi la prima volta che vidi Coltibuono", scrisse poi molti anni dopo.
A Badia a Coltibuono, nel 1983, Lorenza fondò e gestì "The Villa Table", la prima scuola di cucina del genere, dedicata a far conoscere ad appassionati di tutto il mondo la cultura culinaria italiana. Nel corso dei decenni la fama di questa scuola crebbe in modo esponenziale. Negli anni a seguire infatti, in molti si ispirarono alla sua formula divenuta poi ampiamente diffusa. Grazie a questa iniziativa la discendente della famosa casata Medici aprì "la strada al turismo enogastronomico diventando, nei fatti, una efficace ambasciatrice dell'arte culinaria italiana.
"Nel giro di pochi anni la sua scuola divenne una delle più popolari del continente, con 14 posti settimanali prenotati con mesi di anticipo, nonostante il prezzo elevato…"
Negli stessi anni continuò a pubblicare libri dedicati alla cucina legata ad aspetti di cultura generale e regionale, includendo informazioni storiche, paesaggistiche e artistiche. Testi distribuiti a livello internazionale, pubblicati in inglese, tedesco e molteplici altre lingue, che aprirono un canale di connessione per gli amanti dell'Italia con la cultura di questo Paese. 
Frequenti furono le sue presenze in radio e televisione "su entrambe le sponde dell'Atlantico".
Parallelamente, intorno alla sua figura e ispirata alla sua scuola, venne realizzata "The De' Medici Kitchen", serie TV di tredici puntate prodotta da KQED, per l'emittente televisiva APS/PBS.
La serie fu impostata in un documentario introduttivo di un'ora "The de' Medici Kitchen: A Culinary Journey" - seguito da 13 programmi di cucina di mezz'ora e con produttore esecutivo Peter L. Stein. Il programma fu trasmesso in molti Paesi fra cui l'Australia. Negli Stati Uniti, in questo periodo, il nome di Lorenza venne inserito nella rosa dei cuochi più famosi del mondo.
Nel 1994 Lorenza de' Medici ottenne una nomination al prestigioso James Beard Award nella sezione "Best Culinary Video" per la serie "The de Medici Kitchen: A Culinary Journey".
"Le ricette sono il linguaggio che sceglie per raccontare una cucina strettamente legata alla bellezza del territorio"

## I filati
Nel contempo, negli anni Settanta, a Milano, aprì un negozio chiamato "Il Telaio" per la vendita di tessuti filati a mano e una speciale linea di lane, colorate con tecnica particolare, assumenti sfumature diverse a seconda della fibra. I suoi filati furono particolarmente apprezzati da stilisti famosi, come Calvin Klein, che li utilizzarono per le loro collezioni. Gianfranco Ferré utilizzò uno dei tessuti distintivi di Lorenza per un abito da sposa ora in mostra al Museo della Moda di Parigi (Musée Galliera) e Giorgio Armani le fornì i suoi abiti per le apparizioni nella serie "The de' Medici Kitchen: A Culinary Journey".

## Opere
Libri
- Italy the Beautiful Cookbook, Knapp Press, September 1988
- The Renaissance of Italian Cooking, Fawcett Columbine, 1989
- The Renaissance of Italian Gardens, Fawcett Columbine, 1990
- The Villa Table, Pavilion, 1993
- Lorenza's Antipasti, C. Potter, 1998
- The De' Medici Kitchen, Collins Publishers San Francisco, 1992
- Florentines, Random House, 1992
- La cucina dello zodiaco (The Cuisine of the Zodiac), Longanesi, 1974
- Lorenza's Pasta, Clarkson Potter, 1996
- The Heritage of Italian Cooking, Random House, 1990
- Il grande libro dei dolci (The Big Book of Desserts), Mondadori, 1989
- My Tuscany, Duncan Baird, 2003
- Lorenza's Italian Seasons, Pavilion, 2003
- Pasta by Lorenza De' Medici, Williams-Sonoma Kitchen Library, 1993
- Pizza by Lorenza De' Medici, Williams-Sonoma Kitchen Library, 1993
- La natura in tavola - 700 ricette con i sapori dell'orto e del frutteto, Editoriale Giorgio Mondadori Milano 1989 Collana I Libri di Gardenia.
- I Mille Menu' (3 Volumi) di Lorenza Stucchi e Lugi Veronelli (Autore) 1972
- I Fuori Pasto, Lorenza Stucchi 1973
- La Cucina Quasi Pronta, Lorenza Stucchi 1973
- Cucina Quasi Pronta. Surgelati e scatolame, di Lorenza Stucchi 1975
- Le Insalate, Lorenza Stucchi 1977
- I Menu' Dell'ultima Ora, Lorenza Stucchi 1973
- La Cucina Internazionale, Lorenza Stucchi 1977
- I Menù delle Occasioni, Lorenza Stucchi 1992
- Le Uova, Lorenza Stucchi 1974